# Deutsche Dialekte
| Deutsche Mundarten (nach Peter Wiesinger) mit den folgenden dialektalen Großgruppen: Niederfränkisch 1. Kleverländisch oder Niederrheinisch (in einem engeren Sinne) Friesisch 2. Saterländisch 3. Nordfriesisch Niederdeutsch 4. Westfälisch 5. Nordniedersächsisch 6. Ostfälisch 7. Mecklenburgisch-Vorpommersch 8. Brandenburgisch 9. Mittelpommersch Mitteldeutsch 10. Ripuarisch 11. Luxemburgisch 12. Moselfränkisch 13. Rheinfränkisch 14. Zentralhessisch 15. Nordhessisch 16. Osthessisch 17. Thüringisch 18. Nordobersächsisch 19. Südmärkisch 20. Obersächsisch Oberdeutsch 21. Oberfränkisch 22. Nordbairisch 23. Zentralbairisch 24. Südbairisch 25. Schwäbisch 26. Niederalemannisch 27. Mittelalemannisch 28. Hochalemannisch 29. Höchstalemannisch Anmerkung: In dieser Karte werden deutsche Dialekte definiert als alle vom Standarddeutschen überdachten westgermanischen Sprachvarietäten. Der Bereich, in dem simultan zwei Dachsprachen benutzt werden (Luxemburgisch und Deutsch), ist schwarz-weiß umrandet. |

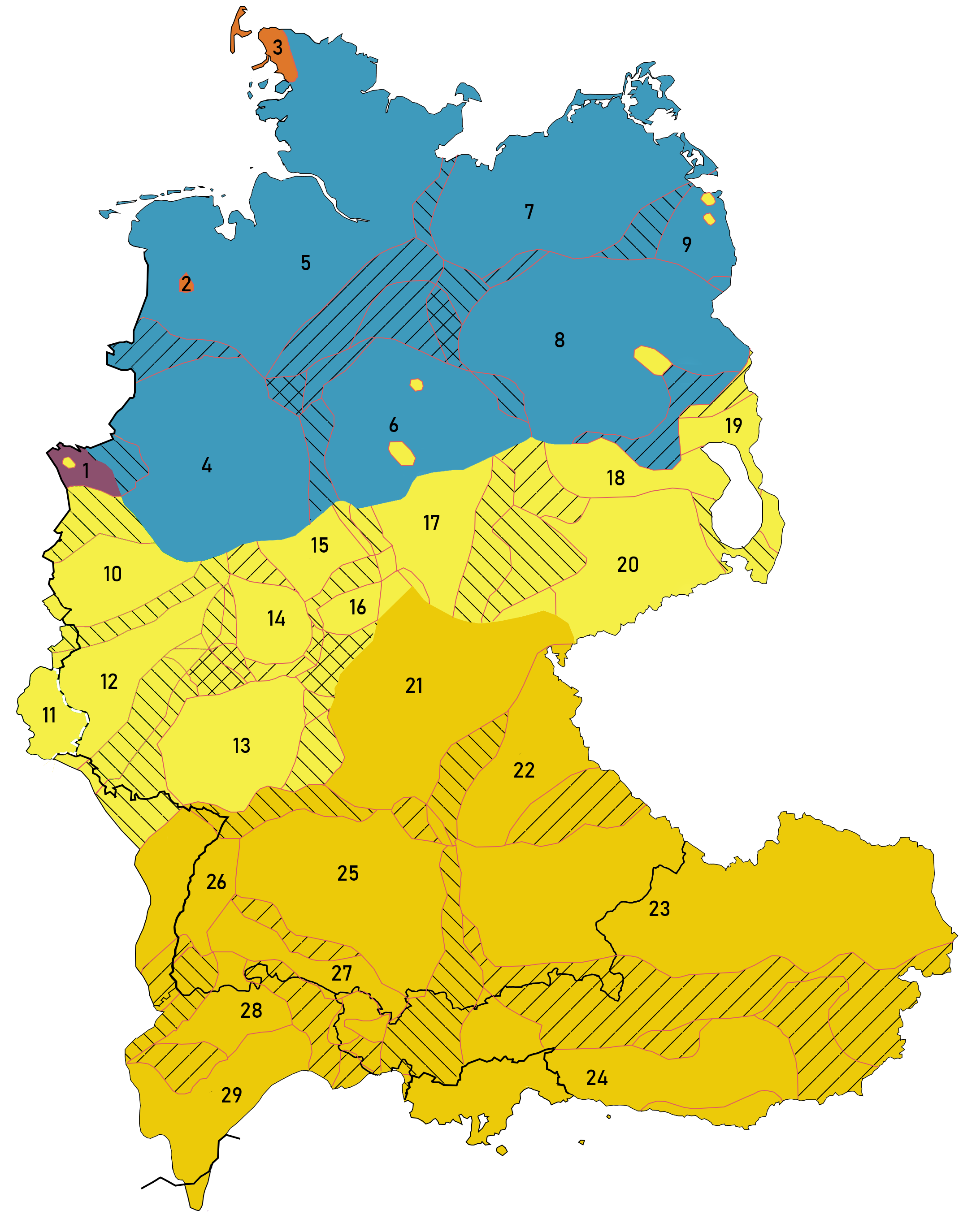

Die deutschen Dialekte oder deutschen Mundarten sind die eigenständig aus dem Alt- und Mittelhochdeutschen beziehungsweise dem Alt- und Mittelniederdeutschen entwickelten, von der deutschen Schrift- oder Standardsprache genetisch unabhängigen, landschaftlich geprägten Formen der deutschen Sprache. Diese Mundarten bilden in ihrer Gesamtheit einen Teil des kontinentalgermanischen beziehungsweise westgermanischen Dialektkontinuums.
Im soziolinguistischen Kontext können die deutschen Dialekte weitgehend definiert werden als die westgermanischen Sprachvarietäten, für die Standarddeutsch die Kultursprache und/oder die am engsten verwandte Sprache ist.
Die Hauptunterteilung der deutschen Dialekte basiert traditionell auf dem Grad der Beteiligung an der zweiten Lautverschiebung: vollständig, teilweise oder fehlend. Daraus ergeben sich die drei Hauptkategorien Oberdeutsch, Mitteldeutsch und Niederdeutsch. Außerhalb dieser Einteilung steht das Niederfränkische, das in gewisser Hinsicht eine Sonderkategorie bildet.

## Allgemeines
Die vielfältigen Varietäten der deutschen Sprache, des Standarddeutschen und der Mundarten, lassen sich nicht an politischen Grenzen festmachen. Eine Varietät ist entweder „Sprache“ oder „Dialekt“, jedoch nur in Bezug auf etwas anderes; der begriffliche Status der Bezeichnungen für Sprachvarietäten kann sich wandeln. So spricht man von einem Schweizer Hochdeutsch oder einem bairischen Hochdeutsch sowie von Nonstandardvarietäten wie dem Obersächsisch-Meißnerischen oder dem ripuarischen Kölsch.
Im Westen ist der Ausdruck Platt (vermutlich ein niederfränkischer Ausdruck, der „verständlich, deutlich“ bedeutet) für die örtlichen Dialekte verbreitet, der nicht mit dem Begriff Plattdeutsch für das Niederdeutsche zu verwechseln ist. Im 19. Jahrhundert versuchte Jacob Grimm, zwischen Dialekt (großräumiger) und Mundart (kleinräumiger) zu unterscheiden, eine Differenzierung, die sich nicht durchgesetzt hat.
Die Bezeichnungen der Dialekte haben verschiedene Bildungsformen: Ort oder Region plus Dialekt oder Mundart („der Wiener Dialekt“, „die Wiener Mundart“), Ort oder Region plus Platt („Aachener Platt“, „Lothringer Platt“), Zusammensetzung mit -deutsch, wobei das Bestimmungswort mit oder ohne Ableitungssilbe -er auftritt („Berndeutsch“, „Schaffhauserdeutsch“) sowie Substantivierung auf -isch („Münchnerisch“, „Schwäbisch“).

## Dachsprachen
Im größten Teil des Raums, wo deutsche Dialekte gesprochen werden, gilt das Deutsche als Dach- oder Standardsprache. In Grenznähe zu Deutschland gibt es in Frankreich und Belgien einige Gebiete, wo deutsche Dialekte gesprochen werden, die Französisch als Dachsprache haben, und im Norden Italiens liegen etliche Sprachinseln, wo deutsche Dialekte von der italienischen Standardsprache überdacht sind. Entsprechendes gilt für einen Teil der Sprachinseln in Ostmittel- und Osteuropa und in Übersee, zum Beispiel Hunsrik.
In Luxemburg wurde in den letzten Jahrzehnten das Luxemburgische – linguistisch ein mitteldeutscher Dialekt –, zu einer eigenständigen Standardsprache entwickelt, aber auch hier spielt Deutsch auf der Ebene der Schriftlichkeit nach wie vor eine wichtige Rolle. Die schweizerdeutschen Dialekte hingegen sind trotz vielfältiger einheitlicher Merkmale und einer starken Verwendung im Schriftlichen nicht als einheitliche Sprache etabliert. Das Standarddeutsche Österreichs, der Schweiz und Deutschlands sind hingegen Varietäten der deutschen Standardsprache.
Im Mittelalter konkurrierten das Mittelniederdeutsche und zum anderen das Mittelniederländische. So gehörte das Niederrheingebiet zum Geltungsbereich des Niederländischen. Das Bistum Münster galt als zweisprachig. Während die niederdeutschen Dialekte ab dem 16. Jahrhundert das Neuhochdeutsche als alleinige Schriftsprache annahmen, verblieb der Niederrhein noch bis ins 19. Jahrhundert beim Niederländischen. Die preußische Regierung führte aber im 19. Jahrhundert eine rigide aktive Sprachpolitik, deren Ziel die vollständige Verdrängung des Niederländischen und die Etablierung des Deutschen als alleiniger Standard- und Schriftsprache war. So wurde 1827 der Gebrauch der niederländischen Sprache in Elementarschule und Kirche verboten. Dennoch wurde im Klevischen bis in die letzten Jahrzehnte des 19. Jahrhunderts hinein in den Kirchen niederländisch gesprochen und gelehrt, sodass es um 1900 im Deutschen Reich noch 80.361 niederländischsprachige Einwohner gab. Mit einem Verbot in den späten 1930er Jahren setzten die Nationalsozialisten dem Niederländischen am Niederrhein ein offizielles Ende.

## Entstehung der Dialekte und Dialekträume

### Stammessprachen und Territorialdialekte
Im Frühmittelalter bestanden auf dem Gebiet der später deutschsprachigen Länder und der Benelux-Staaten verschiedene germanische Stammesverbände. Es waren die Stämme der Alamannen, Bajuwaren, Franken, Friesen, Sachsen und Thüringer. Im Süden, im späteren Italien, siedelte der Stammesverband der Langobarden, der zu dieser Zeit ebenfalls noch eine germanische Stammessprache besaß. Einige dieser Verbände waren jedoch selbst erst im Gefolge der Völkerwanderung gebildete Konglomerate aus verschiedenen Stämmen, etwa die Alemannen („alle Leute“), die Franken („die Freien“) und die Sachsen („Schwertgenossen“). Im 9. Jahrhundert waren die Stämme im Reich Karls des Großen vereinigt und ab dem 10. Jahrhundert in den Stammesherzogtümern Baiern, Franken, Lothringen (seit 959 in Nieder- und Oberlothringen geteilt) und Schwaben sowie in der Landgrafschaft Thüringen organisiert. Das Gebiet der Friesen war lose dem Herrschaftsgebiet Lothringen angegliedert. Im Zuge einer Reichsreform des 12. Jahrhunderts wurden die Stammesherzogtümer abgeschafft.
Wie weit diese Stämme eigene Sprachen besaßen, ist weitgehend unbekannt und wurde in der Sprachgeschichtsschreibung unterschiedlich beantwortet. Im 8. Jahrhundert – vereinzelt schon davor – traten jedenfalls einerseits nah verwandte althochdeutsche und anderseits nah verwandte altniederfränkische und altsächsische Schreibsprachen auf, die hauptsächlich zu literarischen Zwecken verwendet wurden. In mittelhochdeutscher und mittelniederdeutscher Zeit fungierten diese Schreibsprachen als eigentliche Literatur- und Verwaltungssprachen. Die effektiv gesprochene Sprache bildeten sie jedoch nur in den Grundzügen ab.

### Historische Dialekte
Die hoch- und spätmittelalterlichen Dialekte lassen sich nur sehr begrenzt aus den damaligen Schreibsprachen eruieren, da diese relativ stark überregional ausgerichtet waren und damit allzu lokale Züge vermieden. Vieles deutet aber darauf hin, dass die wesentlichen Züge der heutigen deutschen Mundarten schon im Hochmittelalter ausgebildet waren. Im Historischen Südwestdeutschen Sprachatlas werden sprachliche Eigenheiten der Urbare des 13. bis 15. Jahrhunderts kartographisch aufbereitet, deren damalige areale Verteilung vielfach mit derjenigen des 20. Jahrhunderts übereinstimmt. Rückschlüsse auf die damalige gesprochene Sprache erlauben auch Hyperkorrekturen, also falsche Verallgemeinerungen, die auf das Vorkommen einer nicht mit der Schriftsprache übereinstimmenden Lautung hindeuten. Besonders in Gebrauchstexten schimmert die gesprochene Sprache durch; so lassen sich schon in althochdeutschen Zeugnissen Reflexe gesprochener Sprache feststellen.
Die Ergründung der historischen Dialekte in lautlicher Hinsicht ist besonders die Aufgabe der infralinguistischen strukturell-genetischen Methode und der Phonogenetik, die ermöglichen, aus den Lautsystemen rezenter Dialekte die historischen zu erschließen. Die regionalen historischen Wortschätze wiederum lassen sich einerseits direkt aus der historischen Schriftlichkeit, anderseits indirekt aus der rezenten Areallinguistik erschließen. Für morphologische Zwecke können historische Texte hingegen nur mit der nötigen Vorsicht ausgewertet werden, da hier – wie bei der Lautung – die Schriftlichkeit zu Überregionalität und Konservatismus neigt.
Weitere Hinweise auf die im Hoch- und Spätmittelalter gesprochene Sprache geben exklusive Merkmale gewisser besonders charakteristischer Siedler- beziehungsweise Sprachinselmundarten, etwa diejenigen der moselfränkischen Siebenbürger Sachsen oder der höchstalemannischen Walser: Sprachliche Eigenheiten, die den Mundarten sowohl des Herkunfts- wie des Siedlungsgebiets gemein sind und diese zugleich von weiteren Dialekten abgrenzen, verweisen auf eine Entstehungszeit, die noch vor der Auswanderung liegt. Die meisten anderen Siedlermundarten sind jedoch Ausgleichsdialekte, die wenige Rückschlüsse auf frühere Verhältnisse zulassen.

### Dialekträume
Im ausgehenden 19. Jahrhundert wurde angenommen, in den alten Grenzen der germanischen Stämme die deutschen Dialektgrenzen gefunden zu haben. Der Germanist Georg Wenker schickte in den 1870er Jahren Fragebögen in die Schulen der Rheinprovinz, in denen die Schulkinder die Fragen in den einheimischen Dialekt übersetzen sollten, später nach Norddeutschland und Mitteldeutschland, dann nach Schwaben, Franken und die Schweiz. So wurde bis 1939 allmählich der ganze deutsche Sprachraum erfasst und die Ergebnisse in Karten eingezeichnet. Dabei wurde herausgefunden, dass sich die deutschen Dialekte nicht an den historischen Stammesherzogtümern der Frühzeit, sondern eher an denen der mittelalterlichen Territorien orientierten, und dass zwischen diesen breite Übergangszonen bestanden. Infolgedessen stimmt etwa das Moselfränkische fast mit den alten politischen Grenzen des Erzbistums Trier, das Innerschwäbische mit denjenigen Altwürttembergs überein.
Das Dialektkontinuum kennt nur in Ausnahmefällen eigentliche Sprachgrenzen. Die Sprachforschung arbeitet jedoch seit junggrammatischer Zeit mit Dialekträumen, die sie anhand von Isoglossen und Isoglossenbündeln definiert. Die Benrather Linie (maken/machen-Linie) beispielsweise ist die Dialektscheide zwischen Niederdeutsch und Niederfränkisch auf der einen und dem Mitteldeutschen auf der anderen Seite. Als Grenze zwischen dem Mitteldeutschen und dem Oberdeutschen wird die Speyerer Linie (appel/apfel-Linie) oder auch die Germersheimer Linie (pund/pfund-Linie) angesehen. Bis in die 1970er Jahre war es allerdings üblich, als Dialektscheide zwischen Niederdeutsch und Mitteldeutsch die Uerdinger Linie (ik/ich-Linie) und die Karlsruher Linie (enk/euch- und die mähen/mähet-Linie) zwischen Mitteldeutsch und Oberdeutsch zu ziehen. Diese Isoglossen gelten aber inzwischen als untauglich, da sie unter anderem das eindeutig oberdeutsch geprägte Ostfränkisch und das benachbarte Südrheinfränkisch dem Mitteldeutschen zuschlagen.
In der jüngeren Dialektologie werden Dialekträume nicht mehr allein aufgrund von Einzelphänomenen bestimmt, sondern auf der Basis von arealtypologischen Erkenntnissen. Diese gründen einerseits in der strukturalistischen Interpretation des gesamten Vokalsystems und anderseits in dialektometrischen Abstandsmessungen.

## Verwandtschaften und Abgrenzungen
Soziolinguistisch können deutsche Dialekte definiert werden als die vom Hochdeutschen überdachten westgermanischen Sprachvarietäten. Stringent ist diese Definition aber nicht, da es auch als „deutsch“ geltende Sprachvarietäten gibt wie Elsässisch, bei denen Hochdeutsch zwar die am nächsten verwandte Standardvarietät ist, aber nicht die Dach- oder Kultursprache. Umgekehrt fungiert Standarddeutsch für die friesischen und niederfränkischen Dialekte in Deutschland als Dachsprache, obwohl diese Dialekte anderen Sprachen (dem Friesischen und Niederländischen) näher stehen. Noch komplexer ist die Lage in Bezug auf die luxemburgischen Dialekte, die nach dem Kriterium der Überdachung keine Variante des Deutschen, aber aus der Sicht der Sprachtypologie weitgehend identisch mit den soziolinguistisch als „deutsch“ geltenden moselfränkischen Mundarten sind.
Traditionell standen die deutschen Dialekte, als Teil des kontinentalwestgermanischen Dialektkontinuums, mit den niederländischen, den jiddischen und den friesischen Dialekten in Verbindung. Die Übergänge zwischen den Dialekten dieses Kontinuums zeigten bis in die Frühe Neuzeit nur allmähliche Änderungen. Mit dem Aufkommen der Massenbildung, der Entstehung der Nationalstaaten und den Bevölkerungsverlagerungen infolge der Industrialisierung im 19. Jahrhundert wurde dieses Kontinuum wesentlich geschwächt und teilweise aufgelöst.

## Gliederung

### Übersicht
Die Gliederung von Dialekten eines Dialektkontinuums ist ein wissenschaftlich-abstraktes linguistisches Konstrukt. Die einzelnen Dialekte lassen sich auf verschiedene Weisen gruppieren und klassifizieren, was nicht zuletzt durch die zwischen allen Mundarträumen bestehenden Übergangsdialekte illustriert wird. Trotzdem sind die im 19. Jahrhundert entwickelten Gliederungen (linguistisch anhand der Zweiten Lautverschiebung, namenstechnisch problematischerweise nach antik-frühmittelalterlichen Kulturkreisen („deutsche Stämme“)) bisher nicht ersetzt worden.
Die Gliederung der Dialekte nach dem Grad der Ausbreitung von Merkmalen der Zweiten Lautverschiebung führte zur Unterteilung in Nieder- und Hochdeutsch und zur Einteilung des Hochdeutschen in Mittel- und Oberdeutsch. Beispiel für die in der Praxis bestehenden Übergänge, die durch die theoretische Gliederung nicht abgebildet sind, ist der als Berlinerisch bekannte, aber eigentlich in Brandenburg stärker verbreitete Dialekt, der nieder- und mitteldeutsche Sprachmerkmale aufweist.
Die Zuordnung der Mundarten zu germanischen Gruppen der Antike und des Frühmittelalters (vor allem Franken, Alemannen, Baiern, Sachsen) ist, wie man mittlerweile weiß, problematisch. Die Dialektgeographen des 19. und beginnenden 20. Jahrhunderts hofften, einen Beitrag zur Rekonstruktion früherer Siedlungsgebiete germanischer Kulturkreise („deutsche Stämme“) leisten zu können. Dies ist jedoch fast überwiegend Aufgabe der Archäologie.

### Niederdeutsche Dialekte
Die niederdeutschen Dialekte (auch „Platt“ oder „Plattdeutsch“) werden – wegen ihrer „auffälligen geographischen West/Ost-Erstreckung“ anhand des „verbalen Einheitsplurals“ im Präsens – oft in Westniederdeutsch und Ostniederdeutsch, seltener – „vom strukturellen Standpunkt aus“, der ein ganzes Bündel phonologischer und morphologischer Merkmale betrifft – in „Nord-“ und „Südniederdeutsch“ unterteilt.
Das Westniederdeutsche oder Niedersächsische gliedert sich in Westfälisch, Ostfälisch und Nordniedersächsisch, diese wiederum in Untermundarten in den nordöstlichen Gegenden der Niederlande und beinahe im gesamten nordwestdeutschen Sprachraum in Westfalen, Niedersachsen, Schleswig-Holstein, Hamburg, Bremen und dem westlichen Sachsen-Anhalt.
Das Ostniederdeutsche, in welchem sich Spuren von slawischen Dialekten sowie anderen deutschen und niederländischen Siedlermundarten nachweisen lassen, verbreitete sich seinerzeit durch Wanderungsbewegungen über Pommern und Altpreußen bis auf das Baltikum. Es wird in Brandenburgisch (Märkisch) und Mecklenburgisch-Vorpommersch gegliedert, historisch zählen auch ostpommersche und niederpreußische Mundarten dazu. Das Berlinerische ist ein Regiolekt mit dem Südmärkischen als Substrat. Das Südmärkische wird je nach chronologischer Perspektive teils dem (Ost-)Niederdeutschen, teils dem (Ost-)Mitteldeutschen zugeordnet.
Gliedert man das Niederdeutsche hingegen in eine nördliche und eine südliche Gruppe, so bilden Nordniedersächsisch und Mecklenburgisch-Vorpommersch, historisch auch Hinterpommersch und Niederpreußisch das Nordniederdeutsche. Westfälisch, Ostfälisch und Brandenburgisch (Märkisch) bilden das Südniederdeutsche.
Die niederdeutschen Dialekte wurden bis Mitte des 20. Jahrhunderts als vordringliche Umgangssprache benutzt, insbesondere in ländlich strukturierten Gegenden. Im Mittelalter und in der Frühneuzeit in Norddeutschland nicht zuletzt auch als Schriftsprache, so als Kanzleisprache, als Verkehrssprache der Hanse bis ins Baltikum. Unter anderem durch den Einfluss der Reformation (hochdeutsche Lutherbibel) und durch Zuwanderungen wurde es nach und nach zurückgedrängt und ist, insbesondere in Großstädten, teilweise ganz verschwunden.
Die niederdeutschen Dialekte weisen mit dem von den besonders mitteldeutschen Dialekten geprägten Standarddeutsch (Hochdeutsch oder Schriftdeutsch) geringe strukturelle Ähnlichkeiten auf, prägen allerdings in mancherlei Hinsicht die deutsche Standardaussprache.

### Hochdeutsche Dialekte
Die Zweite Lautverschiebung hat im Niederdeutschen und im Niederländischen nicht stattgefunden. Im Mitteldeutschen erfolgte sie in beschränktem Umfang, im Oberdeutschen in stärkerem Maße. Diese Lautverschiebung setzte bereits im Frühmittelalter (6. Jh. n. Chr.) im Südosten des germanischen (deutschen) Sprachgebietes ein, breitete sich kontinuierlich nach Nordwesten und in den Norden aus und beeinflusste die Dialekte unterschiedlich stark. Die zweite Lautverschiebung umfasste die Veränderungen mehrerer Lautmerkmale, die an der Entwicklung von „maken“ (niederdt.) zu „machen“ (hochdt.) (sogenannte Benrather Linie) und von „ik“ (niederdt.) zu „ich“ (hochdt.) (Uerdinger Linie) festgemacht werden, ohne dass es sich hierbei um eine tatsächliche Mundartgrenze handelt, da die Veränderungen der Mundarten fließend (kontinuierlich) über kleine Veränderungen von Ort zu Ort vonstattengehen.

#### Mitteldeutsche Dialekte
Das Mitteldeutsche teilt sich in eine westliche und östliche Hälfte. Beide Gebiete werden topographisch nur durch ein schmales Gebiet zwischen Kassel und Eisenach verbunden (dort kommen sich Ober- und Niederdeutsch am nächsten). Die Sprachgrenzen, die West- von Ostmitteldeutsch trennen, verlaufen ebenfalls in dieser Gegend zwischen den Flüssen Werra und Fulda. Mitunter wird die Isoglosse ausgewählt, die westliches „Pund“ von östlichem „Fund“ (für standarddeutsch „Pfund“) trennt.
Die westmitteldeutschen Dialekte gehören alle zu den sogenannten fränkischen Mundarten. Sie werden in Rheinfränkisch, Moselfränkisch und Ripuarisch gegliedert und vor allem in Luxemburg (wo die regionale Variante Luxemburgisch zu einer Schriftsprache ausgebaut worden ist) sowie im Saarland und in weiten Teilen von Rheinland-Pfalz und Hessen gesprochen, aber auch im nordwestlichen Baden-Württemberg, im französischen sowie belgischen Grenzgebiet, im Südostzipfel der Niederlande und nicht zuletzt im südwestlichen Nordrhein-Westfalen.
Das Ostmitteldeutsche ist im Vergleich zum Westmitteldeutschen ein einheitlicheres Gebiet. Sein Verbreitungsgebiet deckt sich etwa mit dem der thüringisch-obersächsischen Mundarten, das ungefähr die Südhälfte der ehemaligen DDR einnimmt. Historisch gehören auch das Schlesische und das Hochpreußische dazu.
In den mitteldeutschen Dialekten haben sich die Sprachmerkmale der Zweiten Lautverschiebung weniger stark als im Oberdeutschen durchgesetzt. Für die Abgrenzung zum Oberdeutschen werden meist diejenigen Isoglossen herangezogen, die älteres „p“ vom neueren „pf“ trennen – in den heutigen oberdeutschen Gebieten wurde „p“ nach „pf“ verschoben. Allerdings fallen nicht alle p/pf-Grenzen in einem Isoglossenbündel zusammen – die Verschiebung hängt ab vom Wort, in dem „p“ auftritt, und von der Lage des „p“ im Wort (vgl. „Pfund“, „Apfel“). Oft wird die Apfel-Appel-Grenze als Merkmal ausgewählt. Besonders uneinheitlich verbreitet haben sich die Merkmale der Zweiten Lautverschiebung im Westmitteldeutschen (siehe Rheinischer Fächer).

#### Oberdeutsche Dialekte

Verbreitungsgebiet des Westoberdeutschen im 19. und 20. Jahrhundert

Das Oberdeutsche wird in West- und Ostoberdeutsch sowie das Ostfränkische und das Südfränkische differenziert. Das Westoberdeutsche ist besser als Alemannisch oder Schwäbisch-Alemannisch, das Ostoberdeutsche besser als Bairisch bekannt. „Nordoberdeutsch“ ist hingegen ein Begriff, der in der Dialektologie wenig üblich ist, da er mit dem Ostfränkischen und dem Südfränkischen zwei Dialektgruppen vereint, die strukturell stark verschieden sind. Die oberdeutschen Dialekte – und innerhalb derselben besonders die hoch- und höchstalemannischen sowie die Tiroler Dialekte – sind durch die umfangreichste Verbreitung der Merkmale der Zweiten Lautverschiebung gekennzeichnet.
Während das Südfränkische nur einen kleinen Teil im Nordwesten Baden-Württembergs einnimmt, dehnt sich das Ostfränkische über ein größeres Gebiete aus. Es wird vor allem im Nordwesten Bayerns, in Südthüringen und im Nordosten Baden-Württembergs gesprochen. Die Grenzen zum Mitteldeutschen einerseits und zum ebenfalls oberdeutschen Alemannischen und Bairischen anderseits sind meist fließend; hier zu nennen sind etwa ostfränkisch-schwäbische Mischgebiete in Baden-Württemberg und in Bayern um Dinkelsbühl und Hesselberg und ein südfränkisch-niederalemannisches Mischgebiet um Rastatt. Eine harte Grenze stellt der Rennsteig im Norden dar, während westlich davon in der Rhön und im Werratal sowie östlich im Vogtland wiederum breite Übergangszonen zum Mitteldeutschen bestehen.
Das Verbreitungsgebiet der alemannischen (westoberdeutschen) Mundarten umfasst etwa den deutschsprachigen Teil der Schweiz, in Österreich Vorarlberg und kleine Gebiete im äußersten Westen Tirols, in Bayern vor allem den Regierungsbezirk Schwaben, in Baden-Württemberg die südlichen zwei Drittel des Landes und in Frankreich – zumindest historisch gesehen – weite Teile des Elsasses. Das Alemannische wird meist in Schwäbisch, Oberrhein- oder Nieder-, Bodensee- oder Mittel-, Hoch- und Höchstalemannisch gegliedert. Die Bezeichnung Niederalemannisch ist mehrdeutig: sie kann Oberrheinalemannisch meinen oder aber als Oberbegriff für Oberrhein- und Bodenseealemannisch gebraucht werden. Das Alemannische wird vom Bairischen durch eines der ausgeprägtesten Isoglossenbündel (Zusammenfall mehrerer dialektunterscheidender Merkmale) des deutschen Sprachraums getrennt. Einen Übergangsbereich bildet allerdings das bairisch-schwäbische Gebiet des Lechrains.
Das Verbreitungsgebiet der bairischen (ostoberdeutschen) Mundarten umfasst Österreich mit Ausnahme Vorarlbergs, im deutschen Bundesland Bayern die Regierungsbezirke Oberbayern, Niederbayern und Oberpfalz und in Italien nahezu das gesamte Südtirol. Die relativ homogene bairische Dialektlandschaft wird in nord-, mittel- und südbairisch untergliedert. Als mittelbairische Sondermundart gilt Wienerisch, die Stadtmundart Wiens. Zum Ostfränkischen bestehen nicht unwesentliche Übergangsmundarten, unter denen vor allem das Nürnbergische bekannt ist. Zur Abgrenzung zum Ostfränkischen wird gerne die Isoglosse herausgegriffen, die bairisches „enk“ von ostfränkischem „euch“ trennt (standarddeutsch „euch“).

### Niederfränkische Dialekte
Die niederfränkischen Dialekte nehmen innerhalb des deutschen Sprachraums aus soziolinguistischer und historiolinguistischer Sicht eine Sonderstellung ein. Obwohl diese Dialekte Standarddeutsch als Schrift- und Kultursprache benutzen und deswegen als deutsche Dialekte zu betrachten sind, entstanden diese Sprachvarietäten nicht aus dem Althochdeutschen oder Altsächsischen, sondern aus dem Altniederländischen. Demzufolge stehen die niederfränkischen Dialekte dem Standardniederländischen, von dem manche dieser Mundarten auch bis ins 19. Jahrhundert überdacht wurden, sprachtypologisch näher als dem Standarddeutschen.
In Deutschland werden niederfränkische Dialekte in der Hauptsache am Niederrhein und im Osten des Bergischen Landes im Westen Nordrhein-Westfalens gesprochen. Die Vitalität der verschiedenen Dialekte in diesem Gebiet ist unterschiedlich, aber insgesamt rückläufig.

### Friesische Dialekte
Das Saterfriesische und die nordfriesischen Dialekte haben ihren Ursprung im Altfriesischen und haben sich somit ebenfalls nicht aus dem Althochdeutschen oder Altsächsischen entwickelt. Sprachtypologisch handelt es sich bei diesen Sprachvarietäten nicht um deutsche Dialekte, und auch soziolinguistisch sehen die meisten Sprecher der friesischen Varietäten innerhalb Deutschlands ihre Dialekte nicht als deutsche Mundarten. Im Rahmen der Abstand-und-Ausbau-Metaphorik aber benutzen die Sprecher des Nord- und Saterfriesischen Standarddeutsch als Dachsprache. Damit unterscheiden sich das Nord- und Saterfriesische vom Westfriesischen, das neben individuellen Dialekten auch eine als Dachsprache fungierende Standardvarietät hat.

## Verbreitungsgebiete
| Deutsches Sprachgebiet um 1900 (nach Peter Wiesinger und Werner König) mit den folgenden dialektalen Großgruppen: Niederfränkisch 1. Niederrheinisch Friesisch 2. Saterländisch 3. Nordfriesisch Niederdeutsch 4. Westfälisch 5. Nordniedersächsisch 6. Ostfälisch 7. Mecklenburgisch-Vorpommersch 8. Brandenburgisch 9. Mittelpommersch 10. Ostpommersch 11. Niederpreußisch Mitteldeutsch 12. Ripuarisch 13. Luxemburgisch 14. Moselfränkisch 15. Rheinfränkisch 16. Zentralhessisch 17. Nordhessisch 18. Osthessisch 19. Thüringisch 20. Nordobersächsisch 21. Südmärkisch 22. Obersächsisch 23. Schlesisch 24. Hochpreußisch Oberdeutsch 25. Oberfränkisch 26. Nordbairisch 27. Zentralbairisch 28. Südbairisch 29. Schwäbisch 30. Niederalemannisch 31. Mittelalemannisch 32. Hochalemannisch 33. Höchstalemannisch Ehemalige deutsche Sprachgebiete in Ostmitteleuropa: seit 1945/50 praktisch nicht mehr existent |

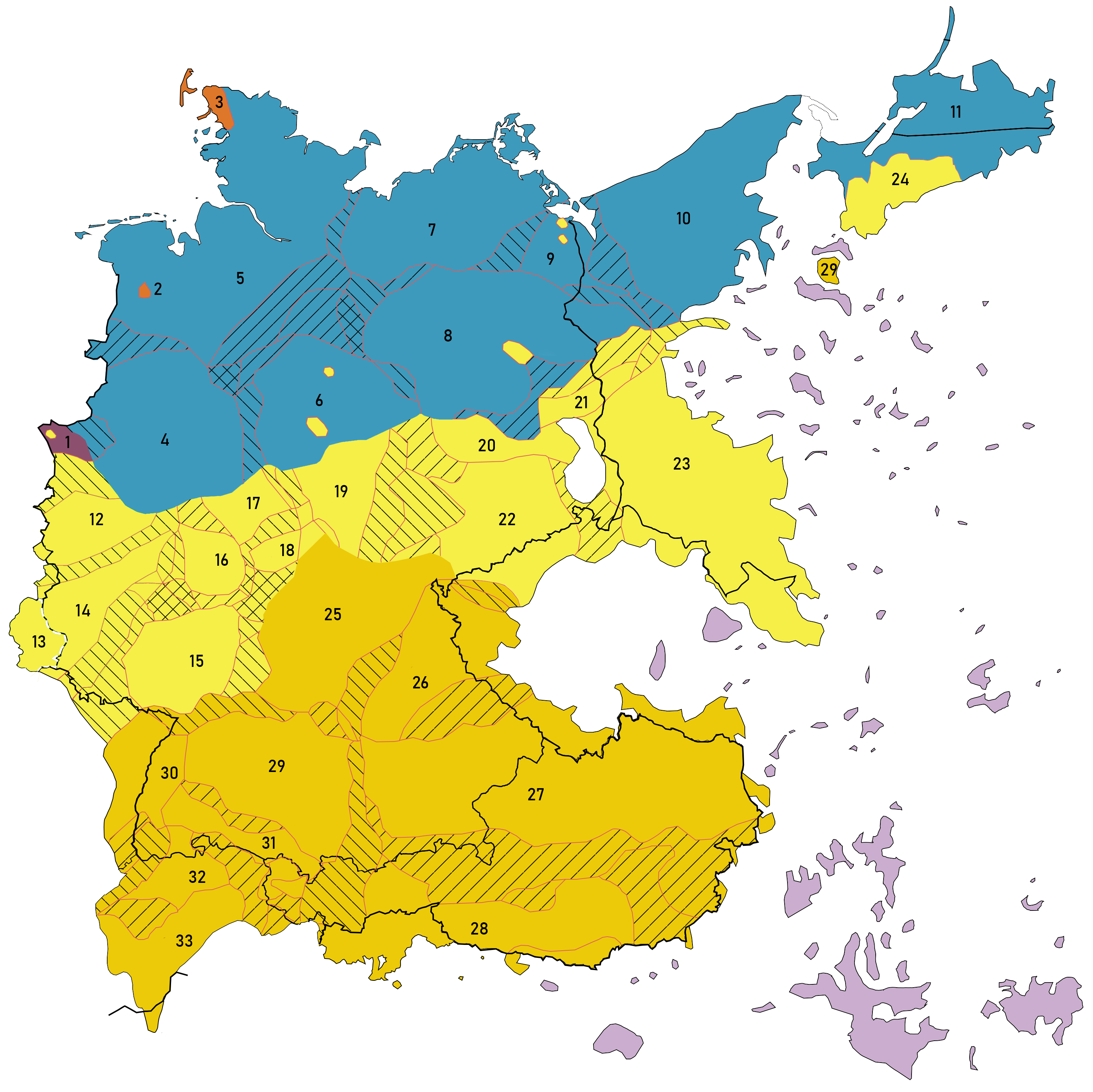

Bis spätestens 1945 wurden deutsche Dialekte in beachtlichen Teilen Zentral- und Osteuropas gesprochen. Schon während des Zweiten Weltkrieges wurden jedoch viele Streusiedlungen, beispielsweise im Baltikum, in Wolhynien, Kroatien, Bessarabien und Südtirol, aufgelöst. Die hiervon Betroffenen, rund eine Million Sprecher, wurden vor allem im besetzten Polen und hier besonders im Wartheland angesiedelt. Nach dem Zweiten Weltkrieg wurden sie, genau wie die angestammte deutschsprachige Bevölkerung Polens und der deutschen Ostgebiete, vertrieben. Schon 1941 wurden alle Wolgadeutschen von Stalin nach Sibirien oder Kasachstan deportiert. Das Schicksal der Vertreibung traf nach 1945 auch die meisten noch in Osteuropa verbliebenen Sprecher deutscher Mundarten. Ausnahmen bildeten die Rumäniendeutschen und die Ungarndeutschen, die in ihrer Mehrheit von Vertreibungen nicht betroffen waren. Dennoch geht die Zahl deutscher Mundartsprecher bislang stark zurück, sei es durch Aussiedlung (Rumänien), sei es durch Assimilation (Ungarn), so dass die dortigen deutschen Dialekte in ihrer Existenz bedroht sind. Die Nachfahren der Vertriebenen gingen sprachlich in die neuen Wohngebiete auf.
Das autochthone Verbreitungsgebiet deutscher Dialekte umfasst vor allem Deutschland, Österreich, die Schweiz, Liechtenstein, Luxemburg und angrenzende Gebiete in Frankreich, Belgien, Italien und Dänemark. Dazu kommen in Europa Sprachinseln in Polen, Tschechien, der Slowakei, Ungarn, Slowenien, Rumänien und der Ukraine.
Zu den allochthonen Verbreitungsgebieten gehören außerhalb Europas:
- Lateinamerika: In Mexiko und Paraguay spricht ein Teil der dort lebenden Mennoniten eine ostniederdeutsche Mundart, Plautdietsch genannt. In Venezuela wird lokal ein niederalemannischer Dialekt gesprochen, das Alemán Coloniero. Eine in Brasilien gesprochene Variante des Hunsrückischen ist das Riograndenser Hunsrückisch. In Brasilien existiert außerdem eine große Kolonie mit ostpommerschen Muttersprachlern. In Argentinien wird von den Nachkömmlingen deutscher Einwanderer eine Mischung aus Deutsch und Spanisch gesprochen, das Belgranodeutsch.

- Nordamerika: Die Vereinigten Staaten und Kanada beherbergen eine große Zahl Plautdietsch-Sprecher. Von den Hutterern wird in Kanada und den Vereinigten Staaten das bairisch-österreichisch basierte Hutterisch gesprochen. In zahlreichen US-Bundesstaaten leben Amische, die heute als fast einzige Vertreter der Pennsylvania Dutch noch das pfälzisch basierte Pennsylvaniadeutsch sprechen; deutlich kleiner ist die Zahl jener Amischer, die das berndeutsch basierte Shwitzer als Alltagssprache hat. Eine Mischung aus Deutsch und Englisch, die von den Nachkömmlingen deutscher Einwanderer nach Texas gesprochen wird, ist das Texasdeutsch.

Zu unterscheiden von den eigentlichen Dialekten sind nationale Varianten der deutschen Sprache in Übersee. In Namibia etwa wird eine Variante des Deutschen verwendet, welche durch Einflüsse aus dem Afrikaans und des Englischen geprägt ist, aber nicht als Dialekt einzustufen ist. Siehe hierzu Deutsche Sprache in Namibia.

## Dialekt aktuell
Die kleinräumigen Isolationen, die lokalen Sprachunterschied förderten (und damit eine Grundlage von Basisdialekten), sind aufgehoben. Ungleich mehr als in Jahrhunderten zuvor werden die überkommenen lokalen Sprechweisen und Sprachsysteme durch großräumig wirkende Sprachen (Standardsprachen, Umgangssprachen, Fachsprachen, Mediensprachen) beeinflusst und nivelliert. Dialekte erstrecken sich eher regional.
Dialekte und ihr Verbreitungsgebiet können eine ausschlaggebende kulturelle Identität vermitteln, weswegen Dialektgebiete laut einer Studie des Instituts für Wirtschaftsforschung ifo und des Forschungszentrums Deutscher Sprachatlas beispielsweise die Umzugsentscheidungen vieler Menschen beeinflussen.

### Deutschland
In Deutschland stehen Gebiete, in denen die Mundarten aus verschiedenen Gründen unter mehr oder weniger starkem Druck stehen und auf dem Rückzug sind, im Kontrast zu Gegenden, in denen die Dialekte eine vergleichsweise gute bis starke Stellung haben. Allgemein ist jedoch überall durch den Einfluss hochdeutscher Medien und der Mobilität zahlreicher Menschen (und damit der Vermischung der einzelnen Varianten) ein starker Rückzug aller Dialekte festzustellen. So wurden 13 deutsche Regionalsprachen, darunter auch Kölsch und Bairisch, von der Weltbildungsorganisation als vom Aussterben bedroht gemeldet.
Die Fähigkeit, Dialekt zu sprechen, hängt von Alter, Region und Größe des Heimatorts ab. Gemäß einer 2001 veröffentlichten Studie für das Institut für Länderkunde können über 60-Jährige häufiger Dialekt sprechen als unter 35-Jährige, Bewohner von Gemeinden mit unter 50.000 Einwohnern häufiger als Bewohner größerer Städte. Außerdem ist ein gewisses Süd-Nord-Gefälle zu konstatieren. So gaben in Bayern, im südlichen Baden-Württemberg, Rheinland-Pfalz und Saarland 60–70 % an, Dialekt sprechen zu können, im nördlichen Baden-Württemberg, Hessen und Schleswig-Holstein 50–60 %, in Bremen, im nördlichen Niedersachsen, Nordrhein-Westfalen und Thüringen 30–40 %, in Mecklenburg-Vorpommern, im nördlichen Brandenburg, Sachsen-Anhalt und Sachsen 20–30 %, in Hamburg, im südlichen Niedersachsen, Berlin und südlichen Brandenburg weniger als 20 %. Dabei ist zu berücksichtigen, dass die Angaben auf Eigenaussagen beruhen, in manchen Gegenden unter „Dialekt“ aber nicht die Mundart im eigentlichen Sinne, sondern die regionale Umgangssprache verstanden wird.

### Österreich
In Österreich werden die angestammten Mundarten vor allem in den ländlichen Gebieten noch sehr häufig gesprochen, wenn auch eine Tendenz zur Verwendung von weniger eng regional begrenzten Ausgleichsmundarten besteht. Ein starker Rückgang der Mundart ist nur in Wien zu verzeichnen, wo laut Schätzungen nur noch zehn Prozent das angestammte mittelbairische Wienerisch sprechen. Der Großteil spricht entweder einen anderen Dialekt oder ein Deutsch mit besonderem Wiener Akzent. In den anderen österreichischen Bundesländern sind solche Rückgänge in schwächerer Form nur in den Landeshauptstädten oder in Gebieten mit viel Zuwanderung zu verzeichnen.

### Schweiz
In der Schweiz haben die deutschen (vor allem alemannischen) Mundarten in der Öffentlichkeit gegenüber dem Standarddeutsch an Terrain gewonnen. Dieser Prozess hängt nicht nur mit den Weltkriegen des 20. Jahrhunderts zusammen, sondern hat Vorläufer in Entwicklungen, die sich über einen langen Zeitraum bis ins Spätmittelalter zurückverfolgen lassen (Betonung der Eigenstaatlichkeit, hochalemannisches Dialektkontinuum). Ab der zweiten Hälfte des 19. Jahrhunderts bis zum Zweiten Weltkrieg waren die Anwendungsgebiete von Standarddeutsch und Schweizerdeutsch klarer als heute definiert. In der zweiten Hälfte des 20. Jahrhunderts gab es in der Schweiz eine eigentliche „Mundartwelle“, die den Geltungsbereich des Standarddeutschen verschiedentlich in Frage gestellt hat. Standarddeutsch wird nur in bestimmten Lebensbereichen angewandt, etwa in einigen Parlamenten, im Schulunterricht, in den Universitätsvorlesungen, in gewissen Radio- und Fernsehsendungen, bei Ansagen in öffentlichen Verkehrsmitteln. Eine nicht unwichtige Rolle spielten dabei Jugendkultur, Mundartrock und Lokalradios. Nicht zuletzt bedingt durch die Omnipräsenz des Schweizerdeutschen in Fernsehen und Radio, aber natürlich auch der Mobilität werden ausgeprägte Dialektunterschiede allerdings zunehmend abgebaut, und der lexikalische und grammatische Abstand zur Schriftsprache wird laufend kleiner.

### Belgien
In Ostbelgien ist infolge des Einflusses standarddeutscher Medien ein Rückzug der Dialekte festzustellen. Tendenziell sind die Dialekte im Eupener Land stärker unter Druck als in der belgischen Eifel, in der die Mundarten noch eine starke Stellung haben. Interessant ist die Stellung der Dialekte in den Plattdeutschen Gemeinden, in denen Teile der Bevölkerung neben dem deutschen Dialekt nicht Standarddeutsch, sondern Französisch als Hochsprache verwenden.

### Luxemburg
In Luxemburg ist der dortige mittelfränkische Dialekt zur – freilich nach wie vor vergleichsweise wenig geschriebenen – Standardsprache ausgebaut und 1984 formal zur Nationalsprache aufgewertet worden.

### Frankreich
In Frankreich stehen die deutschen wie alle anderen Mundarten auch gegenüber dem Standardfranzösischen in einer passiven Stellung und werden von diesem in vielen Gebieten verdrängt.

## Erforschung und Dokumentation

### Frühe Wissenschaft
Frühe Wörterbücher und Wortlisten waren die ab der Mitte des 18. Jahrhunderts verfassten Idiotika, kleinere und größere Zusammenstellungen des landschaftlich gebundenen Wortschatzes, der anderswo nicht bekannt war. Frühe grammatische Darstellungen waren etwa Franz Joseph Stalders Die Landessprachen der Schweiz oder Schweizerische Dialektologie von 1819 und Johann Andreas Schmellers Die Mundarten Bayerns grammatisch dargestellt von 1821.

### Dialektwörterbücher
Mit Schmellers Bayerischem Wörterbuch von 1827–1836 wurde die Grundlage der modernen Dialektlexikographie geschaffen. Ab dem späteren 19. und dem frühen 20. Jahrhundert wurden für den ganzen deutschen Sprachraum wissenschaftlich erarbeitete mehrbändige Dialektwörterbücher in Angriff genommen, sogenannte „großlandschaftliche Wörterbücher“. Diese schließen teilweise auch den historischen Wortschatz mit ein (konsequent in den Wörterbüchern für die Schweiz, für Österreich, Bayern, Württemberg, Mecklenburg und Hamburg), konzentrieren sich aber häufiger auf den rezenten Wortschatz der jeweiligen Region. Die Mehrheit dieser Werke ist abgeschlossen, etliche sind aber noch in Arbeit. Regionale und lokale Mundartwörterbücher stammen hingegen oft aus der Feder von Amateuren und weisen demnach eine recht unterschiedliche Qualität auf.
Eine Zusammenstellung der großlandschaftlichen Wörterbücher bietet die Liste bedeutender Wörterbücher.

### Dialektgrammatiken
Grundlegend für die moderne dialektologische Lautlehre war Jost Wintelers Die Kerenzer Mundart des Kantons Glarus in ihren Grundzügen dargestellt von 1875/76. Ihr schlossen sich in den folgenden rund siebzig Jahren eine große Zahl vorerst junggrammatisch orientierter Ortsgrammatiken an, welche durchwegs die Phonologie und oft auch die Morphologie, erst in jüngerer Zeit auch die Syntax darstellen. Diese Werke bilden noch immer eine unverzichtbare, wenngleich manchmal vergessene Grundlage für das dialektologische Arbeiten. Eine klassische Reihe solcher junggrammatisch orientierter Publikationen stellen beispielsweise die Beiträge zur Schweizerdeutschen Grammatik dar. Die Publikation von Ortsgrammatiken hat nach dem Zweiten Weltkrieg stark nachgelassen, ist aber nicht versiegt.
Eine Zusammenstellung (einschließlich der Kartierung der Dialektgrammatiken) bietet Peter Wiesinger, Elisabeth Raffin: Bibliographie zur Grammatik der deutschen Dialekte. Laut-, Formen-, Wortbildungs- und Satzlehre. 1800–1980. Bern / Frankfurt am Main 1982; dazu ein Nachtragsband von 1987.

### Sprachatlanten
Das erste große Projekt für einen Sprachatlas war der Sprachatlas des Deutschen Reichs, an dem ab 1876 unter der Leitung von Georg Wenker gearbeitet wurde und dem es noch ausschließlich um die Erfassung der verschiedenen Lautverhältnisse innerhalb des Deutschen ging. Dieser wurde ab 1939 unter der Leitung von Walther Mitzka durch den Deutschen Wortatlas ergänzt. Im ausgehenden 19. Jahrhundert publizierte für den schwäbischen Raum Hermann Fischer einen eigenen Sprachatlas.
Der erste moderne Sprachatlas, der seinerseits maßgeblich für alle folgenden war, ist der 1935 begründete Sprachatlas der deutschen Schweiz. Ganz im Sinne der neu aufgekommenen Forschungsrichtung Wörter und Sachen, die den „Atomismus“ der Junggrammatiker ablösen wollte, war ein zentrales Anliegen dieser jüngeren Atlanten die Verbindung zwischen den Wörtern und den von ihnen bezeichneten Gegenständen und Sachverhalten.
Sind die bisherigen Sprachatlanten noch in erster Linie der Phonologie, der Morphologie und der Lexik gewidmet, so sind seit jüngster Zeit – inspiriert durch die niederländische Dialektologie – auch mehrere Atlanten über die Dialektsyntax in Arbeit, schon abgeschlossen oder noch in Planung, etwa zur Deutschschweiz, zu Hessen und zum bairisch-österreichischen Sprachraum.
Man kann bei Sprachatlanten zwischen Großraum- und Kleinraumatlanten unterscheiden. Über die Internetseiten des Deutschen Sprachatlasses wird auf viele Atlasprojekte hingewiesen. Eine aktuelle Zusammenstellung über Atlanten und Übersichten bringen sodann Niebaum/Macha 2006.

### Historische Dialektologie, Dialektgeographie und Arealtypologie
Ausgehend insbesondere von den reichhaltigen Daten der Sprachatlanten, oft aber ergänzt durch eigene Erhebungen, war das 20. Jahrhundert die große Zeit der Dialektgeographie. Die Schule von Theodor Frings prägte die historische Dialektologie, in der es um die Herausbildung der Dialekträume Deutschlands ging; für die deutsche Schweiz legten Renward Brandstetter und Ernst Erhard Müller eine Grundlage. Der rezenten Dialektgeographie widmeten sich Ferdinand Wrede und seine Schule, der Sprachraumbildung Schwabens Karl Bohnenberger (ein Schüler Hermann Fischers) und derjenigen der deutschen Schweiz Rudolf Hotzenköcherle mit seinen Schülern.
Der aus Amerika stammende Strukturalismus hat in der deutschen Dialektforschung vergleichsweise wenig Widerhall gefunden. Zu nennen sind die Beiträge von William G. Moulton und Walter Haas, welche die Entwicklung des schweizerdeutschen Lautsystems und die damit verbundene Bildung von Dialekträumen mittels diachronischer Interpretation synchronischer Daten herauszuarbeiten vermochten. Grundlegendes zur Einteilung der deutschen Dialekte überhaupt leistete Peter Wiesinger, der mit seiner strukturalistischen Zugangsweise die früheren, auf ganz unterschiedlichen Kriterien beruhenden Gliederungsvorschläge teilweise korrigieren und ersetzen konnte.
In jüngster Zeit werden an der Universität Marburg verschiedene Ansätze verfolgt, die deutschen Dialekte arealtypologisch zu beschreiben. Die Voraussetzung hierzu bildet der Umstand, dass die auf einer einheitlichen Grundlage beruhenden und im gesamten deutschen Sprachraum an tausenden von Orten erstellten Übersetzungen der Wenkersätze dank dem Digitalen Wenkeratlas (DiWA) seit wenigen Jahren (fast) in ihrer ganzen Breite zugänglich sind. Beispiele für diese modernisierte Form der herkömmlichen Dialektgeographie sind Alfred Lamelis mittels quantitativer Methoden vorgenommenen Analysen der Dialektstrukturen Deutschlands sowie Jürg Fleischers Projekt „Morphosyntaktische Auswertung von Wenkersätzen“.

### Sozio- und pragmalinguistische Fragestellungen
Nach dem Zweiten Weltkrieg geriet verstärkt die Erforschung der Dialekte in ihrem sozialen und pragmatischen Kontext in den Fokus. Konkrete Themen sind etwa die Domänenverteilung zwischen Dialekt und Standardsprache in diglossischen Sprachsituationen oder die Sprachwahl in zweisprachigen Regionen.

### Dialektwandel
Der im 20. und 21. Jahrhundert sich vollziehende Dialektwandel ist derzeit noch wenig untersucht. Ausgenommen hiervon sind der Südwesten Deutschlands und das angrenzende Elsass, wo sich unter Peter Auer zwei größere, an der Universität Freiburg im Breisgau und, im zweiten Fall, auch an der Universität Straßburg angesiedelte Projekte diesem Thema widmeten.

### Regionalsprachenforschung
Dialekte werden mehr und mehr von Regionalsprachen abgelöst, weshalb nun auch letztere in den Fokus der Wissenschaft geraten sind. Ein von der Mainzer Akademie getragenes Langzeitprojekt, genannt REDE.de, widmet sich unter anderem dieser Thematik. Ein weiteres Forschungsprojekt, nämlich der Atlas zur deutschen Alltagssprache, ist an den Universitäten von Salzburg (zuvor Augsburg) und Lüttich angesiedelt.

### Wahrnehmungsdialektologie
Gegenstand dieses erst in jüngster Zeit aufgekommenen Zweigs der Dialektforschung sind die linguistischen, geographischen, sozialen, kognitiven und visualisierten Raumkonzeptionen von regionalen Varietäten des Deutschen aus der Sicht deutschsprachiger linguistischer Laien.